# Scogli di Briesta
Gli scogli di Briesta sono un gruppo di isolotti e scogli disabitati della Dalmazia meridionale, in Croazia, adiacenti alla penisola di Sabbioncello. Amministrativamente appartengono al comune della città di Stagno, nella regione raguseo-narentana.
Prendono il nome dal villaggio di Briesta o Brista (Brijesta) che si trova a sud-est nella valle omonima.

## Geografia
Gli isolotti si trovano sul lato nord-est della penisola di Sabbioncello, all'interno della grande baia di Bratcovizza, chiamata anche mar Piccolo (Malo More), che si trova tra il canale della Narenta (Neretvanski kanal) e il canale di Stagno Piccolo (Malog Stona kanal). La baia di Bratcovizza è racchiusa tra punta Rat (rt Rat), detta anche punta della Madonna, e punta Blazza (rt Blaca o Blace). Altre fonti limitano la baia di Bratcovizza alla parte occidentale dell'insenatura, davanti porto Drazze o Dracce (Drače), delimitata a est dagli isolotti Dubovaz e Gallicia.
La valle Brista o Briesta (uvala Brijesta) è una delle valli interne alla baia di Bratcovizza e si trova nella sua estremità sud-est. Procedendo verso ovest si incontrano altre insenature: valle Blaso o Stignivaz (uvala Stinjevac) e, superata punta Sagodista (Jagodište), la piccola valle San Vito (uvala Sutvid), chiamata Stignivaz da altre fonti. Si arriva quindi a porto Drazze e, procedendo verso nord, al villaggio di Sereser o Seresser (Sreser) di fronte al quale ci sono tre isolotti (vedi sez. isole adiacenti).

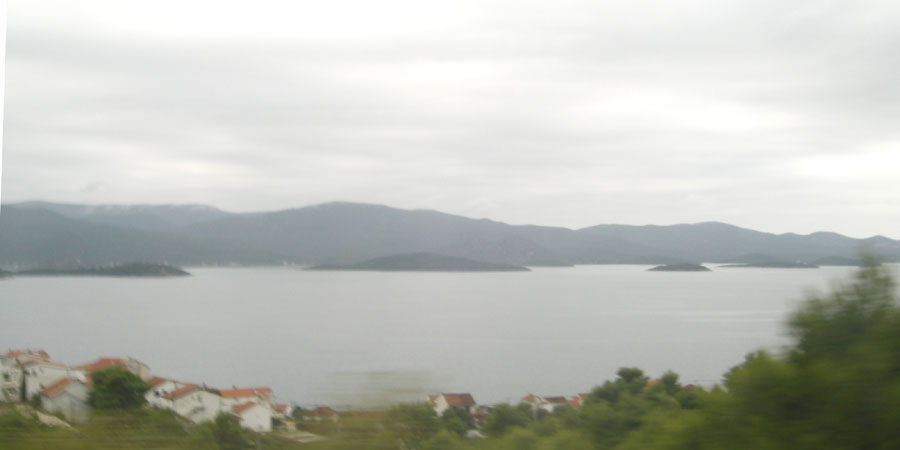
Da sinistra: punta Blazza, Taian, Pucegna e Lovoricovaz (fotografate dal villaggio di Komarna al di là del mar Piccolo)

Gli scogli di Briesta: 
- Gallicia[14], Galiciak[1] o Prigrada[9] (Galičak), il più settentrionale, 2 km a nord-est del porto di Drazze; ha una forma arrotondata e una piccola punta che sporge a sud. Ha una superficie di 0,048 km²[15], lo sviluppo costiero è di 0,91 km[15], l'altezza di 29,9 m[16] 42°56′13″N 17°28′29″E. 
  - A 90 m da Gallicia, in direzione ovest, c'è un piccolo scoglio (hrid Lješević) che ha un'area di 2512 m²[3] 42°56′09″N 17°28′19″E.
- Dubovaz (Dubovac), a sud di Gallicia e a nord di valle San Vito.
- Lovoricovaz[17], Lovucovaz[9] o Zavoriscovaz[1] (Lovorikovac), isolotto dalla forma allungata a est di Dubovac; ha una superficie di 0,061 km²[15], lo sviluppo costiero è di 1,08 km[15], l'altezza di 21,9 m[16] 42°55′41″N 17°29′06″E.
  - scoglio Trebicet[18], Tralinche[9] o Pridoricoviza[1] (hrid Geravac), 390 m a nord-est di Dubovaz e a 250 m[16] da Lovoricovaz; ha un'area di 2083 m²[3] 42°55′45″N 17°28′51″E.
- Pucegna[19], Pucegnac[1] o Pucegnak[9] (Pučenjak), isolotto arrotondato a est di Lovoricovaz e 380 m[16] a nord-ovest di Taian; ha una superficie di 0,033 km²[15], lo sviluppo costiero è di 0,67 km[15], l'altezza di 25 m[16] 42°55′13″N 17°29′29″E.
- Oliveto (Maslinovac), a nord di valle Blaso e a sud-est di Lovoricovaz.
- Taian (Tajan), l'isolotto maggiore, a ovest di punta Blazza.
- Gubbovaz[20] (Gubavac), scoglio a sud di Oliveto, nella valle Blaso; ha un'area di 3476 m²[3], una costa lunga 217 m[3] e un'altezza di 11,1 m[16] 42°54′52″N 17°29′30″E.
- Cabo[21], Cocosar[1] o Gubovaz[9] (Kokošar), scoglio nella valle Brista, a sud-est di Taian; ha un'area di 0,01 km²[3], una costa lunga 411 m[3] e un'altezza di 16,8 m[16] 42°54′51″N 17°30′55″E.

### Isole adiacenti
Isolotti a nord-ovest, davanti a Sereser:
- Nudo[22] o Goliak[23] (Goljak), isolotto 960 m[16] a nord-est di punta Rat (punta della Madonna), nel mare Piccolo, di fronte al villaggio di Sereser; ha una superficie di 0,033 km²[15], lo sviluppo costiero è di 0,69 km[15], l'altezza di 7,6 m s.l.m.[16] 42°57′16″N 17°27′24″E.
- isola di Mezzo'[24] o Zredgnak[23] (Srednjak), piccolo isolotto arrotondato fra Nudo e il porto di Sereser, a 540 m[16] circa da quest'ultimo; ha una superficie di 0,033 km²[15], lo sviluppo costiero è di 0,69 km[15], l'altezza di 7,6 m[16] 42°57′03″N 17°27′00″E.
- scoglio della Madonna (Gospin Školj), di fronte a Sereser.

### Cartografia
- (HR) Mappa topografica della Croazia 1:25000, su preglednik.arkod.hr. URL consultato il 5 settembre 2017.
- G. Giani, Carta prospettiva delle Comuni censuarie della Dalmazia, foglio 12, 1839. Fondo Miscellanea cartografica catastale, Archivio di Stato di Trieste.
- Carta di cabottaggio del mare Adriatico, foglio XI, Milano, Istituto geografico militare, 1822-1824. URL consultato il 5 settembre 2017 (archiviato dall'url originale il 13 aprile 2013).